# Discografia dei Blink-182
La discografia dei Blink-182, gruppo musicale pop punk statunitense attivo dal 1992, è composta da nove album in studio, uno dal vivo, due raccolte, due EP e oltre trenta singoli.

## Album

### Album in studio
| Anno                                                                          | Titolo | Classifiche | Classifiche | Classifiche | Classifiche | Classifiche | Classifiche | Classifiche | Classifiche | Classifiche | Classifiche | Classifiche | Certificazioni |
| Anno                                                                          | Titolo | USA         | AUS         | AUT         | BEL (Fl.)   | CAN         | GER         | IRL         | ITA         | NZL         | SWI         | UK          | Certificazioni |
| ----------------------------------------------------------------------------- | --- | ----------- | ----------- | ----------- | ----------- | ----------- | ----------- | ----------- | ----------- | ----------- | ----------- | ----------- | --- |
| 1995                                                                          | Cheshire Cat - Pubblicato: 17 febbraio 1995 - Etichetta: Grilled, Cargo Music - Formati: CD, MC, LP, download digitale | —           | 73          | —           | —           | —           | —           | —           | —           | 27          | —           | 187         | - UK: Argento |
| 1997                                                                          | Dude Ranch - Pubblicato: 17 giugno 1997 - Etichetta: MCA, Cargo Music - Formati: CD, MC, LP, download digitale         | 67          | 25          | —           | —           | 42          | —           | —           | —           | —           | —           | 100         | - AUS: Platino - CAN: Platino (2) - UK: Oro - USA: Platino                                                                 |
| 1999                                                                          | Enema of the State - Pubblicato: 1º giugno 1999 - Etichetta: MCA - Formati: CD, MC, LP, download digitale              | 9           | 4           | 6           | 11          | 7           | 18          | 31          | 5           | 2           | 13          | 15          | - AUS: Platino (2) - AUT: Oro - CAN: Platino (4) - ITA: Oro - NZL: Platino (2) - SWI: Oro - UK: Platino - USA: Platino (5) |
| 2001                                                                          | Take Off Your Pants and Jacket - Pubblicato: 12 giugno 2001 - Etichetta: MCA - Formati: CD, MC, LP, download digitale  | 1           | 2           | 3           | 15          | 1           | 1           | 10          | 4           | 10          | 4           | 4           | - AUS: Platino - CAN: Platino (2) - SWI: Oro - UK: Platino - USA: Platino (2)                                              |
| 2003                                                                          | Blink-182 - Pubblicato: 18 novembre 2003 - Etichetta: Geffen - Formati: CD, MC, LP, download digitale                  | 3           | 7           | 16          | 27          | 1           | 14          | 18          | 26          | 10          | 17          | 22          | - USA: Platino (2) - AUS: Platino (2) - CAN: Platino (2) - NZL: Oro - UK: Platino                                          |
| 2011                                                                          | Neighborhoods - Pubblicato: 27 settembre 2011 - Etichetta: DGC, Interscope - Formati: CD, LP, download digitale        | 2           | 2           | 7           | 21          | 2           | 6           | 12          | 11          | 3           | 11          | 6           | - AUS: Oro - UK: Argento                                                                                                   |
| 2016                                                                          | California - Pubblicato: 1º luglio 2016 - Etichetta: BMG - Formati: CD, MC, LP, download digitale                      | 1           | 2           | 2           | 9           | 1           | 3           | 5           | 4           | 4           | 3           | 1           | - USA: Oro - AUS: Oro - UK: Oro                                                                                            |
| 2019                                                                          | Nine - Pubblicato: 20 settembre 2019 - Etichetta: Columbia - Formati: CD, MC, LP, download digitale                    | 3           | 4           | 8           | 16          | 5           | 4           | 23          | 11          | 21          | 13          | 6           | |
| 2023                                                                          | One More Time... - Pubblicato: 20 ottobre 2023 - Etichetta: Columbia - Formati: CD, MC, LP, download digitale          | —           | —           | —           | —           | —           | —           | —           | —           | —           | —           | —           | |
| "—" indica una pubblicazione non classificata o non pubblicata in quel Paese. | |             |             |             |             |             |             |             |             |             |             |             | |

### Album dal vivo
| Anno | Titolo | Classifiche | Classifiche | Classifiche | Classifiche | Classifiche | Classifiche | Classifiche | Classifiche | Classifiche | Classifiche | Classifiche | Certificazioni                                     |
| Anno | Titolo | USA         | AUS         | AUT         | BEL (Fl.)   | CAN         | GER         | IRL         | ITA         | NZL         | SWI         | UK          | Certificazioni                                     |
| ---- | --- | ----------- | ----------- | ----------- | ----------- | ----------- | ----------- | ----------- | ----------- | ----------- | ----------- | ----------- | -------------------------------------------------- |
| 2000 | The Mark, Tom and Travis Show (The Enema Strikes Back!) - Pubblicato: 7 novembre 2000 - Etichetta: MCA - Formati: CD, MC, LP, download digitale | 8           | 6           | 38          | 36          | 4           | 43          | 10          | 27          | 10          | 36          | 69          | - AUS: Platino - CAN: Platino - UK: Oro - USA: Oro |

### Raccolte
| Anno                                                                          | Titolo                                                                                               | Classifiche | Classifiche | Classifiche | Classifiche | Classifiche | Classifiche | Classifiche | Classifiche | Classifiche | Classifiche | Classifiche | Certificazioni                                                 |
| Anno                                                                          | Titolo                                                                                               | USA         | AUS         | AUT         | BEL (Fl.)   | CAN         | GER         | IRL         | ITA         | NZL         | SWI         | UK          | Certificazioni                                                 |
| ----------------------------------------------------------------------------- | --- | ----------- | ----------- | ----------- | ----------- | ----------- | ----------- | ----------- | ----------- | ----------- | ----------- | ----------- | -------------------------------------------------------------- |
| 2005                                                                          | Greatest Hits - Pubblicato: 31 ottobre 2005 - Etichetta: Geffen - Formati: CD, LP, download digitale | 6           | 4           | 21          | 61          | 3           | 26          | 22          | 28          | 23          | 45          | 6           | - AUS: Platino (3) - CAN: Platino - ITA: Oro - UK: Platino (2) |
| 2013                                                                          | Icon - Pubblicato: 19 marzo 2013 - Etichetta: Geffen Records - Formati: CD                           | —           | —           | —           | —           | —           | —           | —           | —           | —           | —           | —           |                                                                |
| "—" indica una pubblicazione non classificata o non pubblicata in quel Paese. | |             |             |             |             |             |             |             |             |             |             |             |                                                                |

## Extended play
| Anno | Titolo |
| ---- | --- |
| 1995 | They Came to Conquer... Uranus - Pubblicato: febbraio 1996 - Etichetta: Grilled Cheese - Formati: 7"          |
| 2012 | Dogs Eating Dogs - Pubblicato: 18 dicembre 2012 - Etichetta: autoproduzione - Formati: 10", download digitale |

## Demo
| Anno | Titolo                                              |
| ---- | --------------------------------------------------- |
| 1992 | Flyswatter - Etichetta: autoproduzione              |
| 1993 | Demo 2 - Etichetta: autoproduzione                  |
| 1994 | Buddha - Etichetta: Filter                          |
| 1998 | Enema of the State Demo - Etichetta: autoproduzione |

## Singoli
| Anno                                                                          | Titolo                         | Classifiche | Classifiche | Classifiche | Classifiche | Classifiche | Classifiche | Classifiche | Classifiche | Classifiche | Classifiche | Classifiche | Certificazioni                                     | Album di provenienza                                    |
| Anno                                                                          | Titolo                         | USA         | USA Alt.    | AUS         | AUT         | CAN         | GER         | IRL         | ITA         | NZL         | SWI         | UK          | Certificazioni                                     | Album di provenienza                                    |
| ----------------------------------------------------------------------------- | ------------------------------ | ----------- | ----------- | ----------- | ----------- | ----------- | ----------- | ----------- | ----------- | ----------- | ----------- | ----------- | -------------------------------------------------- | ------------------------------------------------------- |
| 1995                                                                          | M+M's                          | —           | —           | —           | —           | —           | —           | —           | —           | —           | —           | —           |                                                    | Cheshire Cat                                            |
| 1996                                                                          | Wasting Time                   | —           | —           | 90          | —           | —           | —           | —           | —           | —           | —           | —           |                                                    | Cheshire Cat                                            |
| 1997                                                                          | Apple Shampoo                  | —           | —           | 90          | —           | —           | —           | —           | —           | —           | —           | —           |                                                    | Dude Ranch                                              |
| 1997                                                                          | Dammit                         | —           | 11          | 34          | —           | —           | —           | —           | —           | —           | —           | —           |                                                    | Dude Ranch                                              |
| 1998                                                                          | Dick Lips                      | —           | —           | —           | —           | —           | —           | —           | —           | —           | —           | —           |                                                    | Dude Ranch                                              |
| 1998                                                                          | Josie                          | —           | —           | 31          | —           | —           | —           | —           | —           | —           | —           | —           |                                                    | Dude Ranch                                              |
| 1999                                                                          | What's My Age Again?           | 58          | 2           | 42          | —           | 42          | 80          | 34          | 4           | 43          | 52          | 17          | - ITA: Platino - UK: Oro                           | Enema of the State                                      |
| 2000                                                                          | All the Small Things           | 6           | 1           | 8           | 4           | 18          | 11          | 7           | 6           | 10          | 14          | 2           | - AUS: Platino - ITA: Platino - UK: Platino (2)    | Enema of the State                                      |
| 2000                                                                          | Adam's Song                    | —           | 2           | 72          | —           | —           | 98          | —           | 21          | 39          | —           | —           | - ITA: Oro                                         | Enema of the State                                      |
| 2000                                                                          | Man Overboard                  | —           | 2           | 40          | —           | —           | —           | —           | —           | 48          | —           | —           |                                                    | The Mark, Tom and Travis Show (The Enema Strikes Back!) |
| 2001                                                                          | The Rock Show                  | 71          | 2           | 34          | 38          | —           | 55          | 28          | 24          | —           | 84          | 14          | - UK: Oro                                          | Take Off Your Pants and Jacket                          |
| 2001                                                                          | First Date                     | —           | 6           | 50          | 69          | —           | 74          | 47          | —           | —           | 92          | 31          | - UK: Oro                                          | Take Off Your Pants and Jacket                          |
| 2001                                                                          | I Won't Be Home for Christmas  | —           | —           | —           | —           | 1           | —           | —           | —           | —           | —           | —           |                                                    | /                                                       |
| 2002                                                                          | Stay Together for the Kids     | —           | 7           | 66          | —           | —           | 73          | —           | —           | —           | 85          | 117         |                                                    | Take Off Your Pants and Jacket                          |
| 2003                                                                          | Feeling This                   | —           | 2           | 20          | 65          | —           | 49          | 46          | 45          | —           | 60          | 15          | - UK: Argento - USA: Oro                           | Blink-182                                               |
| 2004                                                                          | I Miss You                     | 42          | 1           | 13          | 41          | 15          | 32          | 20          | —           | 8           | 51          | 8           | - AUS: Oro - ITA: Platino - UK: Platino - USA: Oro | Blink-182                                               |
| 2004                                                                          | Down                           | —           | 10          | 35          | 59          | —           | 76          | —           | —           | 32          | 33          | 24          |                                                    | Blink-182                                               |
| 2004                                                                          | Always                         | —           | 39          | 45          | —           | —           | 96          | —           | —           | —           | —           | 36          |                                                    | Blink-182                                               |
| 2005                                                                          | Not Now                        | —           | 18          | —           | —           | —           | —           | 49          | 39          | —           | —           | 30          |                                                    | Greatest Hits                                           |
| 2011                                                                          | Up All Night                   | 65          | 3           | 30          | —           | 58          | —           | —           | —           | —           | —           | 48          |                                                    | Neighborhoods                                           |
| 2011                                                                          | After Midnight                 | 88          | 7           | —           | —           | —           | —           | —           | —           | —           | —           | —           |                                                    | Neighborhoods                                           |
| 2016                                                                          | Bored to Death                 | 85          | 1           | 50          | —           | 79          | —           | —           | —           | —           | —           | 107         | - AUS: Oro - CAN: Oro - USA: Oro                   | California                                              |
| 2016                                                                          | She's Out of Her Mind          | —           | 2           | —           | —           | —           | —           | —           | —           | —           | —           | —           |                                                    | California                                              |
| 2017                                                                          | Home Is Such a Lonely Place    | —           | 32          | —           | —           | —           | —           | —           | —           | —           | —           | —           |                                                    | California                                              |
| 2019                                                                          | Blame It on My Youth           | —           | 11          | —           | —           | —           | —           | —           | —           | —           | —           | —           |                                                    | Nine                                                    |
| 2019                                                                          | Generational Divide            | —           | —           | —           | —           | —           | —           | —           | —           | —           | —           | —           |                                                    | Nine                                                    |
| 2019                                                                          | Happy Days                     | —           | —           | —           | —           | —           | —           | —           | —           | —           | —           | —           |                                                    | Nine                                                    |
| 2019                                                                          | Darkside                       | —           | —           | —           | —           | —           | —           | —           | —           | —           | —           | —           |                                                    | Nine                                                    |
| 2019                                                                          | I Really Wish I Hated You      | —           | 13          | —           | —           | —           | —           | —           | —           | —           | —           | —           |                                                    | Nine                                                    |
| 2019                                                                          | Not Another Christmas Song     | —           | —           | —           | —           | —           | —           | —           | —           | —           | —           | —           |                                                    | /                                                       |
| 2020                                                                          | Quarantine                     | —           | —           | —           | —           | —           | —           | —           | —           | —           | —           | —           |                                                    | /                                                       |
| 2022                                                                          | Edging                         | 61          | 1           | 50          | —           | 25          | —           | —           | —           | —           | —           | 31          |                                                    | One More Time...                                        |
| 2023                                                                          | One More Time                  | —           | 44          | —           | —           | —           | —           | —           | —           | —           | —           | —           |                                                    | One More Time...                                        |
| 2023                                                                          | More than You Know             | —           | —           | —           | —           | —           | —           | —           | —           | —           | —           | —           |                                                    | One More Time...                                        |
| 2023                                                                          | Dance with Me                  | —           | —           | —           | —           | —           | —           | —           | —           | —           | —           | —           |                                                    | One More Time...                                        |
| 2023                                                                          | Fell in Love                   | —           | —           | —           | —           | —           | —           | —           | —           | —           | —           | —           |                                                    | One More Time...                                        |
| 2023                                                                          | You Don't Know What You've Got | —           | —           | —           | —           | —           | —           | —           | —           | —           | —           | —           |                                                    | One More Time...                                        |
| 2024                                                                          | All in My Head                 | —           | —           | —           | —           | —           | —           | —           | —           | —           | —           | —           |                                                    | One More Time... Part 2                                 |
| 2024                                                                          | No Fun                         | —           | —           | —           | —           | —           | —           | —           | —           | —           | —           | —           |                                                    | One More Time... Part 2                                 |
| "—" indica una pubblicazione non classificata o non pubblicata in quel Paese. |                                |             |             |             |             |             |             |             |             |             |             |             |                                                    |                                                         |

## Videografia

### Album video
| Anno | Titolo                                                 |
| ---- | ------------------------------------------------------ |
| 2000 | The Urethra Chronicles                                 |
| 2002 | The Urethra Chronicles II: Harder Faster Faster Harder |
| 2005 | Greatest Hits                                          |

### Video musicali
| Anno | Titolo                                                  | Regista/i                   |
| ---- | ------------------------------------------------------- | --------------------------- |
| 1995 | M+M's                                                   | Darren Doane e Ken Daurio   |
| 1997 | Dammit                                                  | Darren Doane e Ken Daurio   |
| 1998 | Josie                                                   | Darren Doane e Ken Daurio   |
| 1999 | What's My Age Again?                                    | Marcos Siega                |
| 1999 | All the Small Things                                    | Marcos Siega                |
| 2000 | Adam's Song                                             | Liz Friedlander             |
| 2000 | Man Overboard                                           | Marcos Siega                |
| 2001 | The Rock Show                                           | The Malloys                 |
| 2001 | Anthem Part Two (Live)                                  | Virgil P. Thompson          |
| 2001 | First Date                                              | The Malloys                 |
| 2001 | Stay Together for the Kids (prima versione)             | Samuel Bayer                |
| 2001 | Stay Together for the Kids (seconda versione)           | Samuel Bayer                |
| 2003 | Feeling This                                            | David LaChapelle            |
| 2004 | I Miss You                                              | Jonas Åkerlund              |
| 2004 | Down                                                    | Estevan Oriol               |
| 2004 | Always                                                  | Joseph Kahn                 |
| 2005 | Not Now                                                 | Estevan Oriol               |
| 2011 | Up All Night                                            | Isaac Rentz                 |
| 2011 | Heart's All Gone                                        | Jason Bergh                 |
| 2011 | Wishing Well                                            | Haven Lamoureux             |
| 2011 | After Midnight                                          | Isaac Rentz                 |
| 2016 | Bored to Death                                          | Rob Soucy                   |
| 2016 | She's Out of Her Mind                                   | Nicholas Lam e Jason Koenig |
| 2017 | Home Is Such a Lonely Place                             | Jason Goldwatch             |
| 2017 | Home Is Such a Lonely Place (versione di Mark Hoppus)   | Jason Goldwatch             |
| 2017 | Home Is Such a Lonely Place (versione di Travis Barker) | Jason Goldwatch             |
| 2017 | Home Is Such a Lonely Place (versione di Matt Skiba)    | Jason Goldwatch             |
| 2019 | Why Are We So Broken (Steve Aoki feat. Blink-182)       | Brandon Dermer              |
| 2019 | Generational Divide                                     | Kevin Kerslake              |
| 2019 | Darkside                                                | Andrew Sandler              |
| 2019 | Scumbag (Goody Grace feat. Blink-182)                   | Kyle Cogan e Kyle Dunleavy  |
| 2019 | Not Another Christmas Song                              | Johnny McHone               |
| 2020 | Happy Days                                              | Andrew Sandler              |
| 2022 | Edging                                                  | Cole Bennett                |
| 2023 | One More Time                                           | Carlos López Estrada        |